# 四苯硼钾
四苯硼钾是一种无色晶体，化学式为KB(C6H5)4)，难溶于水（溶解度只有1.8×10−4 g/L），可溶于有机溶剂。其水中的难溶性被用于钾离子的检验：
K+  +  NaB(Ph)4 →   KB(Ph)4  +  Na+
它具有多聚结构，被视作是有机钾化合物。

## 拓展链接
- Potassium tetraphenylborate Jmol Page